# Telipna sheffieldi
Telipna sheffieldi är en fjärilsart som beskrevs av Bethune-Baker 1926. Telipna sheffieldi ingår i släktet Telipna och familjen juvelvingar. Inga underarter finns listade i Catalogue of Life.